# سيسيل بوتشر
سيسيل بوتشر (31 أكتوبر 1872 ببرايتون في المملكة المتحدة - 22 مارس 1929 في المملكة المتحدة) (بالإنجليزية: Cecil Butcher)‏ هو لاعب كريكت بريطاني (وحمل سابقاً جنسية المملكة المتحدة لبريطانيا العظمى وأيرلندا). لعب مع نادي مقاطعة ساسكس للكركيت ‏.

## وصلات خارجية
- سيسيل بوتشر على موقع إي آس بي آن كريك إنفو (الإنجليزية)